# Sonja Seibold
Sonja Seibold (vollständiger Name Sonja Helga Nina Seibold, * 17. April 1932 in München) ist eine deutsche Holzbildhauerin und Medailleurin.

## Leben
Sonja Seibold durchlief eine Ausbildung in Holzschnitzerei und legte nach ihrer Gesellenprüfung auch die
Meisterprüfung im Holzbildhauerhandwerk ab. Außerdem studierte sie freie und angewandte Malerei
an der Akademie der Bildenden Künste München.
Seit 1990 beschäftigt sie sich mit Medaillen. Im Jahr 2000 schuf Sonja Seibold nach einem Wettbewerbsbeitrag eine bronzene Medaille für Arche mit einer Darstellung der Arche Noah. Im selben Jahr gab die Deutsche Bundesbank eine von Seibold entworfene 10-DM-Gedenkmünze zur Expo 2000 heraus. In dem 2003 erschienenen Buch Der Künstlerkreis der Medailleure München zum 15-jährigen Jubiläum der Münchener Vereinigung wurden 49 der von Seibold geschaffenen Medaillen behandelt.
Sonja Seibold trug eine umfangreiche Sammlung von Andachtsbildern zusammen, die 2010 im Diözesanmuseum Freising ausgestellt war.
2014 publizierte die Staatliche Münzsammlung München einen Katalog zu den Präge- und Gussmedaillen von Sonja Seibold. Die Medaillen wurden 2015 in einer Ausstellung im Freisinger Stadtmuseum und in der Staatlichen Münzsammlung in München präsentiert.

## Veröffentlichungen
- Sonja Seibold: Spitzenleistung: Andachtsbildchen aus der Sammlung Sonja Seibold. Begleitender Katalog zur Ausstellung im Diözesanmuseum Freising, März bis Mai 2010. Freising 2010.
- Sonja Seibold: Präge- und Gussmedaillen. Mitarb. Matthias Barth, Fotos Nicolai Kästner. Verlag der Staatlichen Münzsammlung, München 2014, ISBN 978-3-922840-30-5